# Celia Cerviño Ruiz
Celia Cerviño Ruiz (* 14. Dezember 1997) ist eine spanische Tennisspielerin.

## Karriere
Cerviño Ruiz spielt vor allem auf der ITF Women’s World Tennis Tour und konnte dort bislang vier Titel im Einzel und fünf im Doppel gewinnen.

## Turniersiege

### Einzel
| Nr. | Datum             | Turnier           | Kategorie | Belag             | Finalgegnerin        | Ergebnis       |
| --- | ----------------- | ----------------- | --------- | ----------------- | -------------------- | -------------- |
| 1.  | 3. November 2019  | Lousada           | ITF W15   | Hartplatz (Halle) | Ioana Loredana Roșca | 0:6, 7:65, 6:3 |
| 2.  | 7. November 2021  | Castellón         | ITF W15   | Sand              | Lucia Peyre          | 5:7, 6:1, 7:62 |
| 3.  | 1. September 2024 | Valladolid        | ITF W15   | Hartplatz         | Sabine Rutlauka      | 4:6, 6:1, 6:1  |
| 4.  | 24. November 2024 | Alcalá de Henares | ITF W15   | Hartplatz         | Tian Jialin          | 2:6, 7:60, 6:4 |

### Doppel
| Nr. | Datum             | Turnier  | Kategorie | Belag             | Partnerin                  | Finalgegnerinnen                     | Ergebnis  |
| --- | ----------------- | -------- | --------- | ----------------- | -------------------------- | ------------------------------------ | --------- |
| 1.  | 5. Oktober 2019   | Santarém | ITF W15   | Hartplatz         | Matilde Jorge              | Sara Lanca Jekaterina Schalimowa     | 6:3, 6:2  |
| 2.  | 26. Oktober 2019  | Lousada  | ITF W15   | Hartplatz (Halle) | Ángeles Moreno Barranquero | Francisca Jorge Olga Parres Azcoitia | 6:3, 7:5  |
| 3.  | 23. November 2019 | Iraklio  | ITF W15   | Sand              | Alba Carrillo Marín        | Claudia Hoste Ferrer Polina Leikina  | 7:66, 6:1 |
| 4.  | 4. Dezember 2021  | Lousada  | ITF W15   | Hartplatz (Halle) | Matilde Jorge              | Jasmijn Gimbrère Alicia Smith        | 6:1, 6:4  |
| 5.  | 18. Dezember 2021 | Monastir | ITF W15   | Hartplatz         | Ng Man-ying                | Jenny Dürst Wong Hong-yi             | 6:2, 6:4  |